# Hundsbachtal
Koordinaten: 50° 11′ 46″ N, 6° 37′ 38″ O

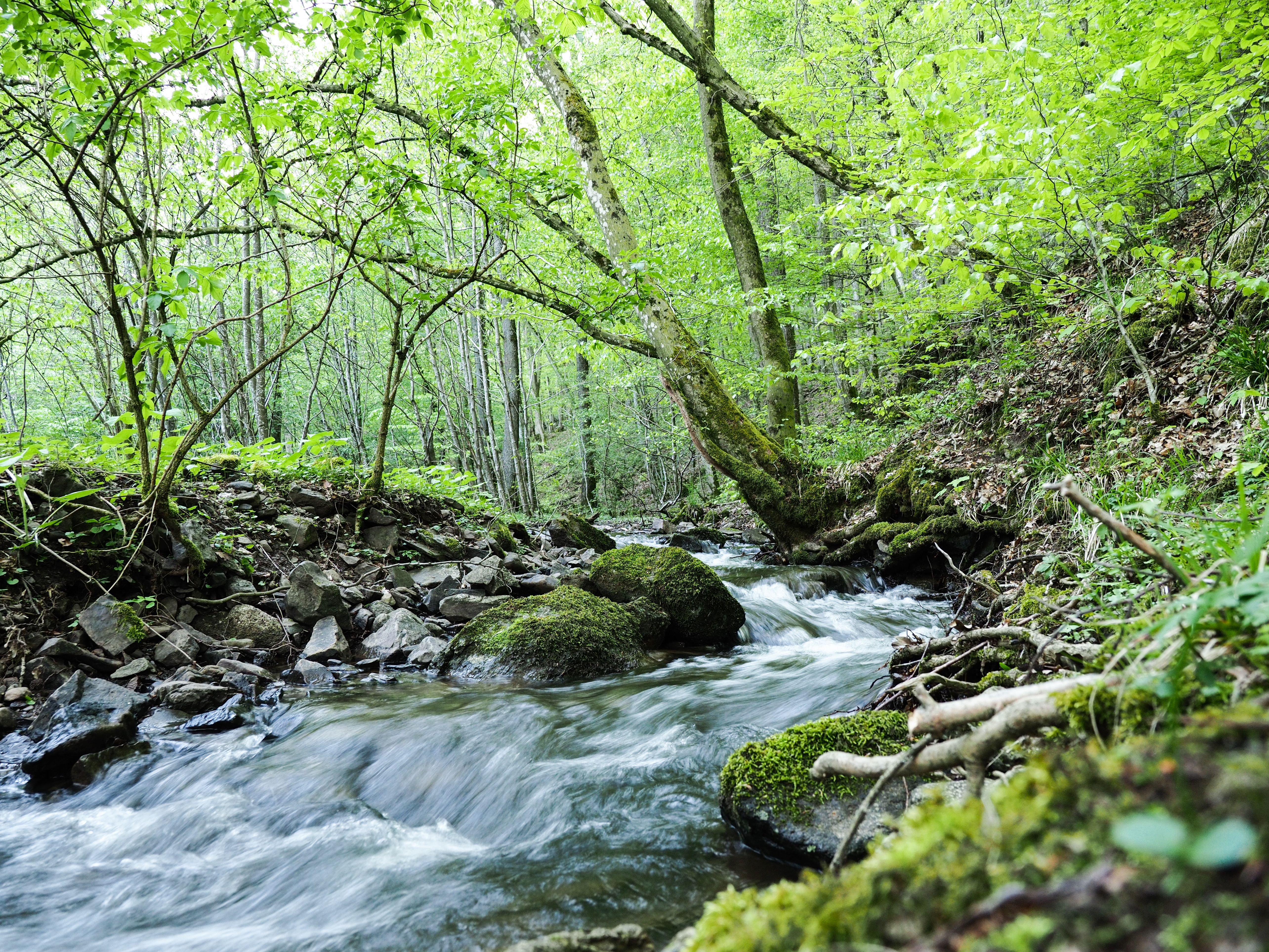
Naturschutzgebiet Hundsbachtal (Mai 2019)

Das Naturschutzgebiet Hundsbachtal liegt im Landkreis Vulkaneifel in Rheinland-Pfalz auf dem Gebiet der Ortsgemeinde Birresborn und der Stadt Gerolstein. Das Gebiet erstreckt sich nördlich des Hauptortes Birresborn. Durch das Gebiet hindurch fließt der Hundsbach, ein rechter Zufluss der Kyll, die östlich fließt. Am östlichen Rand des Gebietes verläuft die Landesstraße L 24 und westlich die Kreisstraße K 77. Südlich erstrecken sich das 40 ha große Naturschutzgebiet Vulkan Kalem und das 9,5 ha große Naturschutzgebiet Im Felst bei Birresborn.

## Bedeutung
Das rund 46 ha große Gebiet wurde im Jahr 1948 unter der Kennung 7233-012 unter Naturschutz gestellt.